# День прав тварин
Всесвітній день прав тварин — міжнародне екологічне свято, що відзначається щороку 10 грудня і спрямоване на визнання і захист прав тварин.
У цей день виступають на захист тварин і проти вбивства їх заради м'яса, хутра, дослідів і розваг.
Всесвітня декларація прав тварин заснована на Всесвітній декларації прав людини, прийнятій Генеральною Асамблеєю ООН 10 грудня 1948 року, має на меті припинення експлуатації та вбивства тварин.
Міжнародний день прав тварин був заснований в цей день 1998 року — у 50-ту річницю підписання Декларації прав людини. Щорічно 10 грудня (або найближчими днями) проходить Демонстрація запалювання свічок — по усій Великій Британії, Європі, Північній та Південній Америці і в багатьох інших країнах, де права тварин ігноруються і де тварини страждають та гинуть. Запалювання свічок — данина Всесвітній декларації прав людини, яка має величезне значення для захисту людських життів, а також на знак руху вперед, до застосування принципів Декларації до всіх розумних та відчуваючих істот.
В Україні Всесвітній день захисту прав тварин активно відзначається зоозахисними організаціями, починаючи з 2010 р. У 2013 р. цього дня зоозахисним і екологічним організаціям вдалося домогтися від Міністерства екології та природних ресурсів України зняття з державної реєстрації фосфіду цинку — отрути, що отруює понад 100 видів диких, домашніх і сільськогосподарських тварин.

## Ресурси Інтернету
- Всесвітній день захисту прав тварин  [Архівовано 25 червня 2014 у Wayback Machine.]
- 10 грудня — Всесвітній день прав тварин [Архівовано 16 січня 2014 у Wayback Machine.] (рос.)